# オーストリア革命
オーストリア革命（オーストリアかくめい、ドイツ語: Österreichische Revolution）は、第一次世界大戦末期の1918年、オーストリア＝ハンガリー帝国崩壊後にオーストリア共和国が樹立された革命である。

なお、1848年にドイツ3月革命の一環として起こったウィーン3月革命もオーストリア革命と呼ばれることがある。

## 概要
社民右派を中心とするドイツ社会民主党と保守・ブルジョワ勢力が連合し、共産党（スパルタクス団）・労働者評議会など下からの革命運動と激しい抗争を展開したドイツ革命と異なって、オーストリアでは社民左派に位置するオーストリア社会民主党がほぼ一貫して主導権を握り、開明的な社会政策を次々に打ち出し比較的平穏な状況のもと社会変革を実行していった。しかしそのことは下からの革命運動の力を削ぐ結果となり、社会民主党の構想した「議会制民主主義下での社会主義革命」は結局のところ中途で挫折した。「オーストリア革命」の名称は、その中心にあった社会民主党左派の指導者・オットー・バウアーの著書『オーストリア革命』（1923年）により広く知られるようになった。

## 沿革

### 戦時体制の破綻
第一次世界大戦中のオーストリア（オーストリア＝ハンガリー帝国）では議会が停止されて皇帝の大権による「戦時専制」が成立、労働運動を基盤とする有力政党であった社会民主労働党（以下「社会民主党」）の多数派は参戦を支持し、また労働組合もストライキを中止して政府に協力する城内平和体制が発足していた。しかし総力戦に伴う経済の逼迫や生活の困窮が進行すると、次第に国民の不満が募り、1918年1月には小麦配給削減に抗議する労働者のストライキが勃発、国全体で55万人が参加する大規模スト（戦時下のヨーロッパでは最大であった）に発展し、労働者の要求も無併合の講和の実現など政治的なスローガンへとエスカレートしていった。このストライキ自体は1月中に収束したものの、以降ストライキが各地で頻発する状況となり、オーストリアでの城内平和体制は綻びを露わにしていった。

### 解体に向かう二重帝国

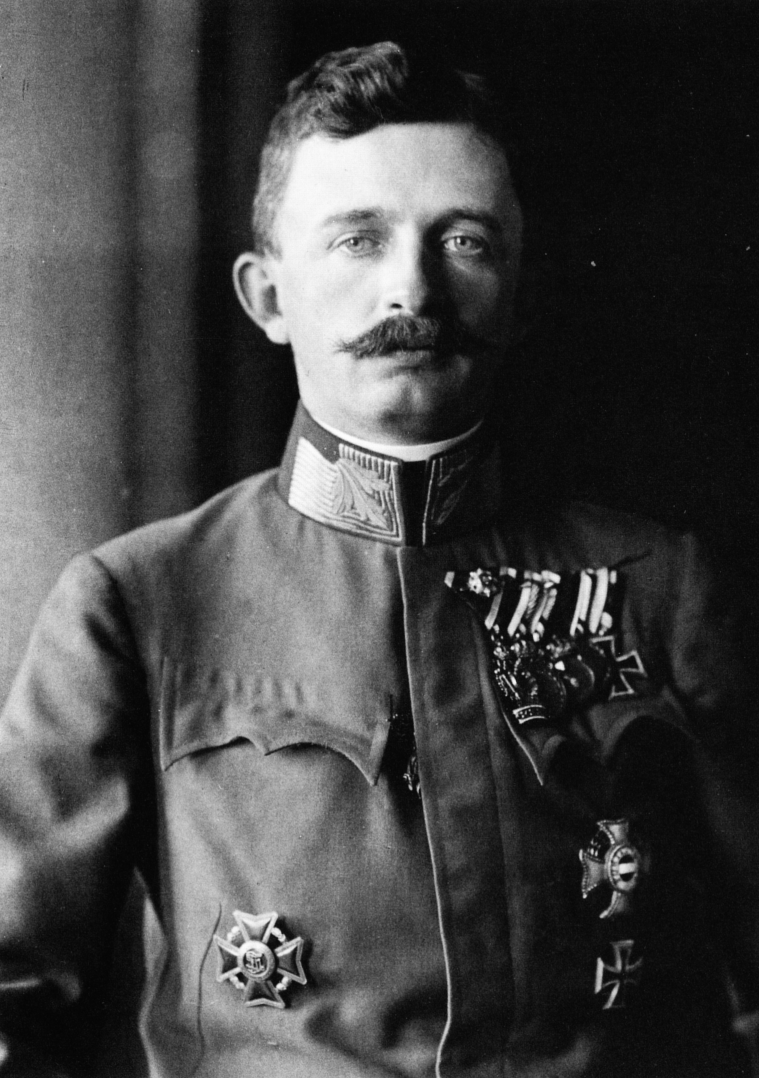
最後のオーストリア皇帝カール1世 / 最後まで帝国の維持に務めたが失敗し亡命。

このような状況を背景に、それまで帝国政府の戦争遂行政策に協力していた社会民主党内部でも、「城内平和」離脱と停戦を掲げる左翼少数派が次第に勢力を拡大し、同年10月3日、社会民主党議員団は従来のオーストリア帝国維持の方針を放棄し、チェコ人・スロバキア人・南スラヴ人など国内各民族の民族自決を承認するとともにドイツ系オーストリアにも民族国家を形成する権利を主張する決議を採択した（同日、奇しくもドイツでは社会民主党も参加したマックス・フォン・バーデン政権によりウィルソン米大統領に対する休戦申し入れがなされた）。これに対し皇帝カール1世は連邦制移行の宣言で帝国の維持を図ろうとしたが、ハンガリーがこれを無視して二重帝国を離脱したため、帝国の解体が始まった。10月21日にはドイツ系議員がウィーンでドイツ系オーストリアの臨時国会を開催、社会民主党系とキリスト教社会党（ブルジョワ自由主義派）系を中心とする20名の「国家評議会」を選出（10月体制）、未だ存続していた帝国政府に対抗して事実上のドイツ系オーストリアの政府に発展していった。また労働団体と経営者団体の協議に基づく労資協調組織「労使同数工業委員会」が発足、10月体制との緊密な連携のもと独自の社会政策を実行するようになった。この間チェコ・ポーランド・南スラヴ（クロアティアやスロベニア）では独立国家の形成が宣言された。

### 臨時政府樹立と帝政の終焉

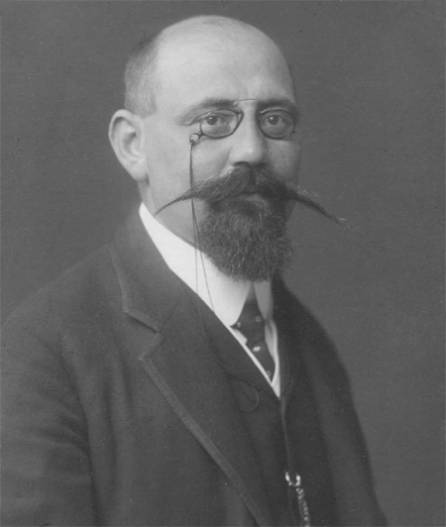
社会民主党出身のオーストリア共和国初代大統領レンナー

10月30日、カール・レンナーを首班とする社会民主党とキリスト教社会党などの挙国一致的な臨時連立政府が発足した。同月末の社会民主党大会では左派のオットー・バウアーが指導部を掌握し、将来的には独立の連邦構成国として新生ドイツに参加（アンシュルス）し、目標としての社会主義革命を維持しつつ、当面は民主主義革命を進めていくことを決議した。これによって党内の結束を固めた社会民主党は臨時政府の主導権を握った。一方、帝国政府によって進められていた連合国との休戦交渉は11月3日のヴィラ・ジュスティ休戦協定により終息し、兵士が戦線を離脱して帰郷するなど軍の解体が進行した。旧軍に代わって編成された「人民防衛軍」は、社会民主党支持者を中心とする労働者から徴募されたものであり、「兵士協議会」によって運営されておりさしたる抵抗もなく軍隊内の民主化が進められ臨時政府の支持基盤となった。そして皇帝カールが国政への関与を放棄する声明を出し帝国政府が退陣すると、11月12日、臨時政府による（オーストリアがドイツ共和国の一構成部分であるとの規定を含む）暫定憲法が発布され、共和国が樹立された。この前日インフルエンザで急死したV・アドラー（社会民主党党首）に代わって外相にバウアーが就任し、アンシュルス実現に向けた外交を進めていくことになった。

### 労働者評議会の台頭
革命に揺れる隣国ドイツと異なり、臨時連立政府と兵士評議会のもと平穏な状況が保たれていたオーストリアも、1919年に入って労働者評議会運動が急速に台頭したことから新体制に動揺が見られるようになった。2月中旬の憲法制定国民議会の選挙では社会民主党が比較第一党となったが、ブルジョワ自由主義勢力が過半数を占めていたため、農村地域を支持基盤とするキリスト教社会民主党との連立関係を継続した。またウィーンなど都市地域を中心に失業者が増大し食糧や物資不足に対する不満が高まったことなどを背景に、リンツの労働者評議会が政府とは独立した全国的ネットワークを形成しようとした。前年1918年の11月3日に結党され、当初はさほど大きな勢力ではなかった共産党も、この頃には労働者評議会に影響力を拡大しつつあった。
社会民主党は以上のような情勢を見て、労働者評議会を自党の影響下に取りこむことをめざし、全国評議会を組織するとともに、労働者を各企業の経営に参加させる「経営評議会」構想を打ち出し、傷痍軍人・遺族への給付金、年休制度導入、メーデーの休日化など当時としては革新的な一連の社会政策を実施した。さらに3月には「社会化準備法」を成立させ、新設された社会化委員会の委員長にはバウアーを就任させ、企業などの私的所有を国民・国家の所有に移管する「社会化」を推進し独自の社会主義を実行しようとした。

### 革命の終焉
しかし社会民主党が下からの運動の機先を制して次々と開明的社会政策を打ち出したことは、かえって「社会化」の担い手となるべき労働者評議会運動の力を削ぐこととなり、ブルジョワ勢力の反対もあって「経営評議会」以上の「社会化」政策は実現されなかった。また、バウアーが社会主義実現の前提としていたアンシュルスもドイツ側の消極的態度、連合国の拒否もあってサン＝ジェルマン条約で公式に否定された。バウアーは1919年7月に外相、同年10月に社会化委員長を辞任、社会民主党自体も1920年10月には労働者評議会の要求に応えて政権から離脱し、ここにオーストリア革命は終息した。以後、社会民主党は両大戦間期においては再び国政で政権の座に就くことはなかったが、1919年以降1934年の2月内乱で党組織が壊滅するまで、党の基盤であるウィーンの市政を支配して実験的な社会政策を推進し、赤いウィーンと称されることとなった。